# Euoplozoum cirratum
Euoplozoum cirratum is een mosdiertjessoort uit de familie van de Euoplozoidae. De wetenschappelijke naam van de soort is voor het eerst geldig gepubliceerd in 1884 door Busk.